# 松本八十八
松本 八十八（まつもと やそはち、1838年（天保9年4月）- 1915年（大正4年）2月21日）は、幕末の村役人、明治期の政治家。衆議院議員、新潟県佐渡郡恋ヶ浦村長。

## 経歴
佐渡国雑太郡真野村背合（新潟県雑太郡真野村、佐渡郡真野村、真野町を経て現佐渡市背合）で、松本与三兵衛の息子として生まれた。圓山溟北に漢学を、堀口松庵に書法を学んだ。
相川奉行所教導職事務掛、浦役人を務めた。明治維新後、滝脇背合村戸長、大小外6ケ村戸長、小学区学務委員、恋ヶ浦村長などを務めた。1893年（明治26年）新潟県会議員に選出された。また、真野村会議員にも在任した。
1894年（明治27年）3月、第3回衆議院議員総選挙（新潟県第9区、立憲改進党）で当選し、衆議院議員に1期在任した。同年9月の第4回総選挙（新潟県第9区、立憲改進党）では次点で落選した。

## 人物
能楽、囲碁、生花、点茶などを嗜み、特に能楽は、宝生流宗家・宝生九郎知栄の門下となり、佐渡の能楽振興に貢献した。